# Uwe Neupert

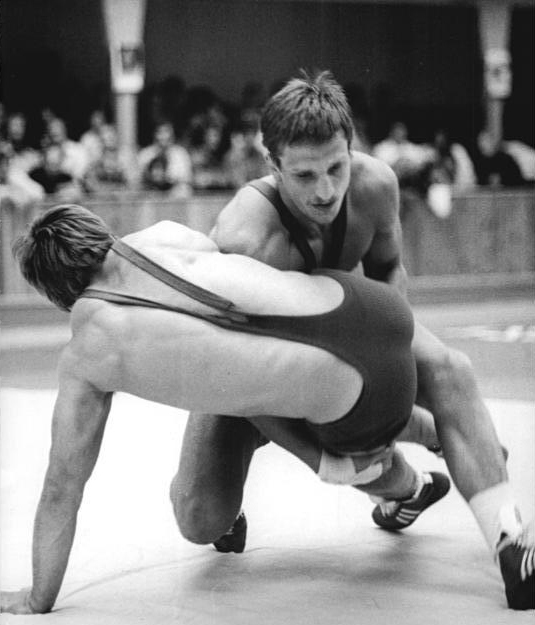
DDR-Meisterschaften im Freistilringen 1982: Uwe Neupert (Jena) gewinnt den Finalkampf gegen Rüdiger Möhring (Luckenwalde)

Uwe Neupert (* 5. August 1957 in Greiz) ist ein ehemaliger deutscher Ringer.

## Werdegang
Uwe Neupert wuchs in Greiz auf und begann beim dortigen traditionsreichen Kraftsportverein RSV Rotation mit dem Ringen. Als 16-Jähriger fiel er Talentsuchern des SC Motor Jena auf und wurde zu deren Leistungszentrum geholt. Sein erster Trainer war Peter Gründig. Später trainierte er hauptsächlich unter Wolfgang Nitschke. Der talentierte Uwe, der eine Kfz-Schlosserlehre absolvierte, machte rasche Fortschritte und wurde 1975 Spartakiadesieger (DDR-Jugendmeister) und 1976 Silbermedaillengewinner bei den Juniorenweltmeisterschaften. Ab diesem Zeitpunkt rang er dreizehn Jahre lang mit großen Erfolgen bei Olympischen Spielen, Welt- und Europameisterschaften. Er wurde zweimal Weltmeister und dreimal Europameister und gewann eine olympische Silbermedaille. Insgesamt gewann er 19 internationale Medaillen. Er kämpfte beispielsweise gegen Sanadar Oganessian und Magomed Magomedov.
Nach der politischen Wende ging Uwe Neupert nach Baden-Württemberg und rang noch einige Jahre in der Bundesliga beim KSV Wiesental. Uwe Neupert hat ein Studium zum Diplom-Sportlehrer abgeschlossen.
1980 wurde Uwe Neupert in der DDR mit dem Vaterländischen Verdienstorden in Bronze ausgezeichnet.
Neupert wurde im Rahmen des staatlich verordneten Doping im DDR-Leistungssport systematisch gedopt.

## Internationale Erfolge

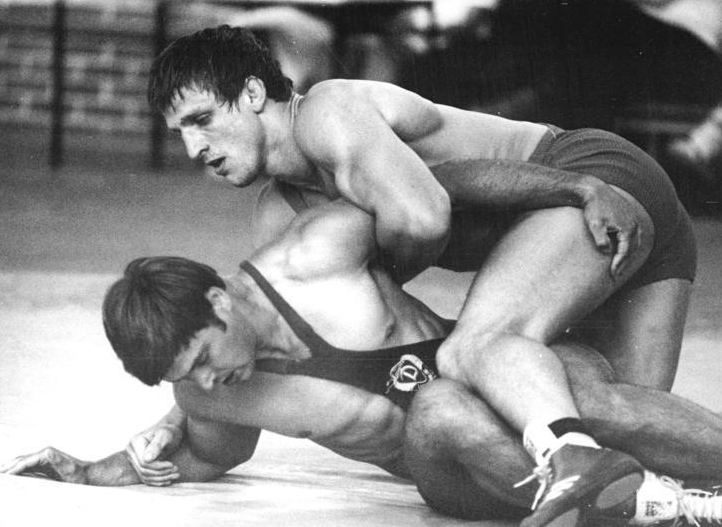
Uwe Neupert bei den 21. Ringer-Weltmeisterschaften im freien Stil in Edmonton

(OS = Olympische Spiele, WM = Weltmeisterschaften, EM = Europameisterschaften, F = Freistil, GR = griechisch-römischer Stil, Hs = Halbschwergewicht, S = Schwergewicht, damals bis 90 bzw. 100 kg Körpergewicht)
| Jahr | Platz  | Wettbewerb                                   | Stil | Gewichtsklasse | |
| 1977 | 5.     | EM in Bursa                                  | F    | Halbschwer     | mit Siege über Pawel Kurczewski, Polen und Niederlagen gegen Churki Lutwiew, Bulgarien und Anatoli Prokoptschuk, UdSSR                                                          |
| 1977 | 2.     | WM in Lausanne                               | F    | Halbschwer     | mit Siegen über Mohammed Taleghani, Iran, Kazua Shimizu, Japan, Laurent Soucie, USA, Ion Iwanow, Rumänien, Gezá Molnár, Ungarn, Lutwiew und einer Niederlage gegen Prokoptschuk |
| 1978 | 1.     | Großer Preis der BRD in Freiburg im Breisgau | F    | Halbschwer     | vor Peter Neumair, BRD und Iwan Iwanow, Bulgarien |
| 1978 | 1.     | EM in Sofia                                  | F    | Halbschwer     | mit Siegen über Santiage Morales, Spanien, Tomasz Busse, Polen, Molnár, Wiktor Batnia, UdSSR und Iwan Guinow, Bulgarien und trotz einer Niederlage gegen Ismail Temiz, Türkei   |
| 1978 | 1.     | WM in Mexiko-Stadt                           | F    | Halbschwer     | mit Siegen über Molnár, Hassan Kolahi, Iran, Guinow, Benjamin Peterson, USA, Temiz und Prokoptschuk und trotz einer Niederlage gegen Peter Neumair, BRD                         |
| 1979 | 1.     | EM in Bukarest                               | F    | Halbschwer     | mit Siegen über Busse, Recep Kilic, Türkei, Willibald Liebgott, BRD, Guinow und Alla Dajudow, UdSSR                                                                             |
| 1979 | 2.     | WM in San Diego                              | F    | Halbschwer     | mit Siegen über José Tofino, Kolumbien, Guinow, Kurczewski, Richard Deschatelets, Kanada und einer Niederlage gegen Kasan Ortkujew, UdSSR                                       |
| 1980 | 2.     | EM in Prievidza                              | F    | Halbschwer     | mit Siegen über Michele Azzola, Italien, Aleksander Cichoń, Polen, Iwanow, Guinow und einer Niederlage gegen Sanassar Howhannisjan, UdSSR                                       |
| 1980 | Silber | OS in Moskau                                 | F    | Halbschwer     | mit Siegen über Iwanow, Christoph Andanson, Frankreich, Dashdori Tserentogtok, Mongolei, Guinow, Cichon und einer Niederlage gegen Sanassar Howhannisjan                        |
| 1981 | 1.     | EM in Łódź                                   | F    | Halbschwer     | mit Siegen über Jan Gorski, Polen, Georgi Jantschew, Bulgarien, Batnia und George Brosteanu, Rumänien                                                                           |
| 1981 | 3.     | WM in Skopje                                 | F    | Halbschwer     | mit Siegen über Dan Lewis, USA, Clarke Davis, Kanada und Mohammed Mohebbi, Iran und einer Niederlage gegen Sanassar Howhannisjan                                                |
| 1982 | 2.     | WM in Warna                                  | F    | Schwer         | hinter V. Hutaba, UdSSR und vor Julius Strnisko, CSSR, Christow, Bulgarien, Vasile Pușcașu, Rumänien und Ayhan Taskin, Türkei                                                   |
| 1983 | 5.     | EM in Budapest                               | GR   | Halbschwer     | hinter Igor Kanygin, UdSSR, Atanas Komtschew, Bulgarien, Ilie Mate, Rumänien, Norbert Növényi, Ungarn und vor Bernhard Ban, Jugoslawien                                         |
| 1983 | 3.     | EM in Budapest                               | F    | Halbschwer     | hinter Peter Naniew, UdSSR und Jantschew und vor Iwanow, Gorski und Istvan Kiss, Ungarn                                                                                         |
| 1983 | 3.     | WM in Kiew                                   | F    | Halbschwer     | hinter Naniew und Guinow und vor Aduuh Batorku, Mongolei, Hairy Sezgin, Türkei und Davis                                                                                        |
| 1984 | 2.     | EM in Jönköping                              | F    | Schwer         | mit Siegen über Jantschew, Taskin, Istvan Robotka, Ungarn, Busse und einer Niederlage gegen Magomed Magomedow, UdSSR                                                            |
| 1985 | 2.     | EM in Leipzig                                | F    | Schwer         | mit Siegen über Owerczuk, Polen, Cernak, CSSR, Karadouchow, Bulgarien und einer Niederlage gegen Leri Chabelowi, UdSSR                                                          |
| 1985 | 3.     | WM in Budapest                               | F    | Schwer         | hinter Habelow und Davis und vor Robotka, Jantschew und Dan Severn, USA |
| 1986 | 3.     | EM in Athen                                  | F    | Schwer         | hinter Karadouchew und Aslan Chadarzew, UdSSR und vor Cernak, Ciprian Radu, Rumänien und Wilfried Colling, BRD                                                                  |
| 1988 | 3.     | EM in Manchester                             | F    | Schwer         | hinter Chabelow und Noel Loban, Vereinigtes Königreich und vor Makedonow Petypow, Bulgarien, Robotka und Cernak                                                                 |
| 1988 | 4.     | OS in Seoul                                  | F    | Schwer         | hinter Vasile Pușcașu, Rumänien, Chabelow und William Scherr, USA und vor Karadouchew und Bold Javlantup, Mongolei                                                              |
| 1989 | 3.     | WM in Martigny/Schweiz                       | F    | Schwer         | hinter Achmed Atawow, UdSSR und Bill Scherr und vor Steve Marshall, Kanada, Mahmut Demir, Türkei und Sándor Kiss, Ungarn                                                        |

## DDR-Meisterschaften
Freistil:
- 1976, 3. Platz, Hs, hinter Harald Büttner, SG Dynamo Luckenwalde, und Friedchen, SC Chemie Halle;
- 1977, 1. Platz, Hs, vor Leffler, Luckenwalde und Parthus, Wismut Aue;
- 1978, 1. Platz, Hs, vor Möhring, Luckenwalde und Nagel, SC Motor Jena;
- 1979, 1. Platz, Hs, vor Nagel und Weickert, Motor Jena;
- 1980, 1. Platz, Hs, vor Möhring und Bender, Motor Jena;
- 1981, 1. Platz, Hs, vor Weickert und Möhring;
- 1982, 1. Platz, Hs, vor Möhring und Torsten Wagner, SC Leipzig;
- 1983, 1. Platz, Hs, vor Ermlich, Chemie Halle und Möhring;
- 1984, 2. Platz, S, hinter Roland Gehrke, Luckenwalde und vor Möhring;
- 1985, 1. Platz, S, vor Schwarzer, Wismut Aue und Dybiona, Jena;
- 1986, 1. Platz, S, vor Ermlich und Adam, Luckenwalde;

im griechisch-römischen Stil:
- 1981, 1. Platz, Hs, vor Dieter Heuer, Dynamo Luckenwalde und Thomas Horschel, SC Motor Zella-Mehlis;
- 1982, 1. Platz, Hs, vor Uwe Witthuhn, ASK Vorwärts Frankfurt und Wagner;
- 1983, 2. Platz, S, hinter Horschel und vor Lenz, Frankfurt (Oder);
- 1985, 1. Platz, S, vor Burkhardt, Luckenwalde und Utpadel, Luckenwalde;

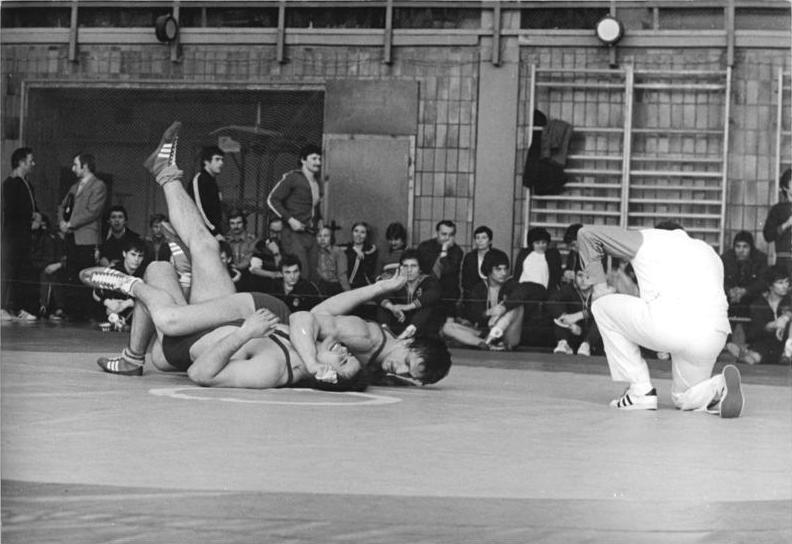
Uwe Neupert: souveräner Schultersieg gegen Wolfram Thide bei den DDR-Meisterschaften 1980